# 1ª Divisão 1986-1987 (hockey su pista)
La 1ª Divisão 1986-1987 è stata la 47ª edizione del torneo di primo livello del campionato portoghese di hockey su pista; disputato tra il 1º novembre 1986 e il 14 luglio 1987 si è concluso con la vittoria del Porto, al suo quinto titolo.

## Stagione

### Formula
La 1ª Divisão 1986-1987 vide ai nastri di partenza quattordici club; la manifestazione fu organizzata con un girone all'italiana, con gare di andata e ritorno per un totale di 26 giornate: erano assegnati tre punti per l'incontro vinto e due punti a testa per l'incontro pareggiato, mentre era attribuito uno solo per la sconfitta. Al termine della stagione regolare furono disputati i play-off tra le prime otto squadre classificate; la vincitrice venne proclamata campione del Portogallo. Le squadre classificate dal dodicesimo al quattordicesimo posto retrocedettero direttamente in 2ª Divisão, il secondo livello del campionato.

## Classifica finale stagione regolare
|  | Pos. | Squadra         | Pt | G  | V  | N | P  | GF  | GS  | DR  |
|  | ---- | --------------- | -- | -- | -- | - | -- | --- | --- | --- |
|  | 1.   | Porto           | 68 | 26 | 21 | 0 | 5  | 140 | 77  | +63 |
|  | 2.   | Oliveirense     | 66 | 26 | 19 | 2 | 5  | 120 | 62  | +58 |
|  | 3.   | Sporting CP     | 65 | 26 | 18 | 3 | 5  | 138 | 86  | +52 |
|  | 4.   | Benfica         | 57 | 26 | 15 | 1 | 10 | 137 | 104 | +33 |
|  | 5.   | Juventude Viana | 55 | 26 | 13 | 3 | 10 | 87  | 81  | +6  |
|  | 6.   | Paço de Arcos   | 54 | 26 | 12 | 4 | 10 | 107 | 101 | +6  |
|  | 7.   | Sanjoanense     | 53 | 26 | 13 | 1 | 12 | 118 | 108 | +10 |
|  | 8.   | Barcelos        | 52 | 26 | 12 | 2 | 12 | 116 | 122 | -6  |
|  | 9.   | Sporting Tomar  | 51 | 26 | 11 | 3 | 12 | 114 | 113 | +1  |
|  | 10.  | Ferpinta        | 50 | 26 | 11 | 2 | 13 | 119 | 112 | +7  |
|  | 11.  | Parede          | 49 | 26 | 11 | 1 | 14 | 101 | 121 | 20  |
|  | 12.  | Sesimbra        | 44 | 26 | 9  | 0 | 17 | 90  | 144 | -54 |
|  | 13.  | Valongo         | 34 | 26 | 4  | 0 | 22 | 89  | 160 | -71 |
|  | 14.  | Famalicense     | 30 | 26 | 2  | 0 | 24 | 58  | 143 | -85 |

Legenda:
  Vincitore della Coppa del Portogallo 1986-1987.
  Partecipa ai play-off.
      Campione del Portogallo e ammessa all'Coppa dei Campioni 1987-1988.
      Eventuali squadre ammesse alla Coppa dei Campioni 1987-1988.
      Qualificato in Coppa delle Coppe 1987-1988.
      Qualificato in Coppa CERS 1987-1988.
      Retrocesse in 2ª Divisão 1987-1988.
Note:
Tre punti a vittoria, due a pareggio, uno a sconfitta.

## Play-off
|  | Quarti di finale | Quarti di finale | Quarti di finale | Quarti di finale | Quarti di finale |  |  | Semifinali | Semifinali  | Semifinali | Semifinali  | Semifinali  |   |   | Finale | Finale | Finale | Finale | Finale |  |
|  |                  |                  |                  |                  |                  |  |  |            |             |            |             |             |   |   |        |        |        |        |        |  |
|  | 1                | Porto            | Porto            | 8                | 2                |  |  |            |             |            |             |             |   |   |        |        |        |        |        |  |
|  | 8                | Barcelos         | Barcelos         | 2                | 2                |  |  | 1          | Porto       | 8          | 3           | 6           |   |   |        |        |        |        |        |  |
|  | 3                | Sporting CP      | 3                | 4                | 5                |  |  | 3          | Sporting CP | 4          | 5           | 3           |   |   |        |        |        |        |        |  |
|  | 6                | Paço de Arcos    | 1                | 5                | 4                |  |  |            |             |            |             |             |   |   | 1      | Porto  | Porto  | 10     | 7      |  |
|  | 2                | Oliveirense      | Oliveirense      | 4                | 3                |  |  |            |             | 2          | Oliveirense | Oliveirense | 8 | 4 |        |        |        |        |        |  |
|  | 7                | Sanjoanense      | Sanjoanense      | 2                | 3                |  |  | 2          | Oliveirense | 3          | 4           | 3           |   |   |        |        |        |        |        |  |
|  | 4                | Benfica          | 4                | 3                | 3                |  |  | 4          | Benfica     | 1          | 5           | 2           |   |   |        |        |        |        |        |  |
|  | 5                | Juventude Viana  | 1                | 6                | 2                |  |  |            |             |            |             |             |   |   |        |        |        |        |        |  |